# Jakub z Ghaziru
Jakub z Ghaziru, w j. franc. Jacques Haddad (ur. 1 lutego 1875 w Ghazirze, zm. 26 czerwca 1954) – libański ksiądz i kapucyn (OFMCap), wędrowny kaznodzieja, założyciel zgromadzenia Sióstr Franciszkanek Świętego Krzyża w Libanie, apostoł Libanu, błogosławiony Kościoła rzymskokatolickiego.
Był trzecim z pięciorga dzieci swoich rodziców. Uczęszczał do szkoły w Ghazirze, a następnie do College de la Sageese w Bejrucie. Tam studiował języki arabskie, francuskie, syryjskie.
Wstąpił do zakonu kapucynów, a 1 listopada 1901 roku otrzymał święcenia kapłańskie. W 1933 roku otworzył dom Najświętszego Serca Pana Jezusa, a także otworzył kilka szkół i sierociniec.
Zmarł w opinii świętości. Beatyfikował go papież Benedykt XVI w dniu 22 czerwca 2008 roku w Bejrucie.
Uroczystościom przewodniczył prefekt Kongregacji Spraw Kanonizacyjnych José Saraiva Martins.
Jego wspomnienie liturgiczne obchodzone jest 26 czerwca.